# Ben Jacobson
Benjamin Edward Jacobson, detto Ben (Sioux City, 16 settembre 1983), è un ex cestista statunitense, professionista in Europa.

## Palmarès
- EuroChallenge: 1

BG 74 Gottingen: 2009-10